# Subiranes (Muntanyola)
Subiranes és una masia de Muntanyola (Osona) inclosa a l'Inventari del Patrimoni Arquitectònic de Catalunya.

## Descripció
Masia de planta rectangular coberta a dos vessants i construïda aprofitant e desnivell del terreny. La façana és orientada a migdia i té un portal adovellat. Al primer pis i al segon presenta finestres decorades amb motllures goticitzants. La masia es troba en estat d'abandonament, i una part de la teulada està ensorrada. A tramuntana, on coincideix amb el primer pis de l'edificació, hi ha un portal d'arc convex al qual s'accedeix mitjançant una escala exterior. En aquesta part hi ha un cos adossat i cobert a una vessant.
La masia es troba immersa en el complex de la Urbanització de Fontanelles.

## Història
Aquesta masia es troba registrada al fogatge de 1553 del terme i parròquia de Muntanyola. Consta com el mas "En Serra Sobirana".